# Historia económica de la Federación de Rusia
La historia económica de la Federación de Rusia inicia después del disolución de la Unión Soviética en 1991 y el colapso del país como economía centralizada, una nueva Federación de Rusia fue creada bajo Boris Yeltsin en 1991. La federación tuvo numerosas reformas económicas, incluida la privatización y la liberalización comercial, debido al colapso del comunismo. Aunque la economía es mucho más estable en comparación con la década de 1990, la inflación sigue siendo un problema para Rusia.
Bajo el liderazgo de Yeltsin, el país dio un giro hacia el desarrollo de una economía de mercado implantando principios básicos tales como los precios determinados por el mercado. Dos objetivos fundamentales e interdependientes: la estabilización macroeconómica y la reestructuración económica: la transición de la planificación central a una economía de mercado. El primero implicó la implementación de políticas fiscales y monetarias que promueven el crecimiento económico en un entorno de precios estables y tipos de cambio. Esto último requería el establecimiento de entidades comerciales e institucionales (bancos, propiedad privada y códigos legales comerciales) que permitieran a la economía operar de manera eficiente. Abrir los mercados internos al comercio exterior y la inversión, vinculando así la economía con el resto del mundo, fue una ayuda importante para alcanzar estos objetivos. El régimen anterior —liderado por Mijaíl Gorbachov— no pudo abordar estos objetivos fundamentales. En el momento de la desaparición de la Unión Soviética, el gobierno de Yeltsin de la República Socialista Federativa Soviética de Rusia había comenzado a atacar los problemas de la estabilización macroeconómica y la reestructuración económica. A mediados de 1996, los resultados fueron mixtos.
En octubre de 1991, Yeltsin anunció que Rusia procederá a una reforma radical, orientada al mercado, en la línea de la “terapia de choque”, como recomendaban los Estados Unidos y el FMI. Asumiendo el papel de personalidad jurídica permanente de la Unión Soviética, Rusia asumió la responsabilidad de liquidar las deudas externas de la URSS, a pesar de que su población constituía solo la mitad de la población de la URSS en el momento de su disolución.
La economía rusa sufrió una nueva caída con la crisis financiera de 1998. Los principales motivos de esta recaída fueron debidos a un alto sobreendeudamiento externo, la muy notoria debilidad financiera, tanto de los bancos como de las empresas recientemente privatizadas. A esto se unió la baja en los precios del petróleo, su principal fuente de divisas. Esto provocó una masiva retirada de los capitales extranjeros, los que llevaron a Rusia a una falta de liquidez, una depreciación de su moneda, el rublo, y finalmente, a no poder hacer frente a las deudas contraídas. Esto supuso reducciones agudas de gastos de gobierno, reducción de presupuestos para proyectos públicos de la inversión, defensa, y subvenciones de consumidor y el productor. El gobierno impuso nuevos impuestos.
La economía rusa encontró el fin del calvario con la recuperación a partir de 1999. Los inversores vendieron rublos y activos rusos, lo que produjo una presión hacia abajo sobre el rublo. Esto forzó al Banco Central a gastar sus reservas extranjeras para defender el rublo, lo que erosionaba la confianza del inversor y que debilitó el rublo. El 13 de agosto de 1998, el bono ruso y los mercados bursátiles colapsaron como resultado del temor de los inversores a que el gobierno devaluara el rublo, no cumpliese con pagar la deuda doméstica, o ambos escenarios. Las tasas de interés llegaron al 200 %. El mercado bursátil había caído un 65 %. De enero a agosto, el mercado bursátil había perdido más del 75 % de su valor, 39 % en el mes de mayo solamente.

## Antecedentes históricos
Durante cerca de 60 años, la economía rusa y la del resto de la Unión Soviética operaron sobre la base de una economía de planificación centralizada, con un control estatal sobre prácticamente todos los medios de producción y sobre las decisiones de inversión, de producción y de consumo en toda la economía. La política económica se hizo de acuerdo con las directivas del Partido Comunista de la Unión Soviética, que controlaba todos los aspectos de la actividad económica. Desde el colapso del comunismo en la década de 1990, Rusia ha experimentado dificultades para hacer la transición de una economía de planificación centralizada a una economía basada en el mercado.
Gran parte de la estructura de la economía soviética que funcionó hasta 1987 se originó bajo la dirección de Iósif Stalin, sólo con modificaciones incidentales realizados entre 1953 y 1987.Los planes de cinco años y los anuales fueron los principales mecanismos del gobierno soviético utilizado para traducir las políticas económicas en programas. De acuerdo con esas políticas, el Comité Estatal de Planificación (Gosudarstvennyy planovyy komitet - Gosplan) formuló las metas de producción en todo el país por períodos de planificación establecidos. Los cuerpos de planificación regional luego perfeccionaron estos objetivos para las unidades económicas, como las empresas industriales del Estado y las granjas estatales (sovjoses, cantar,. sovkhoz) y las granjas colectivas (koljoses;. cantar, koljoses), cada uno de los cuales tenía su propio plan de producción específico. La planificación central operaba en el supuesto de que si cada unidad cumplió o excedió su plan, entonces la demanda y la oferta se compensarían.
El papel del gobierno era asegurar que los planes se cumplieran. La responsabilidad de la producción fluía de arriba hacia abajo. A nivel nacional, unos setenta ministerios del gobierno y comités estatales, cada uno de los cuales es responsable de un sector o subsector de producción, supervisó las actividades de producción económica de las unidades dentro de sus áreas de responsabilidad. Los órganos ministeriales regionales informaron a los ministerios a nivel nacional y unidades económicas controladas en sus respectivas áreas geográficas. Los planes incorporaron objetivos de producción de materias primas y bienes intermedios, así como bienes y servicios finales. En teoría, pero no en la práctica, el sistema de planificación central aseguró un equilibrio entre los sectores de la economía. Bajo planificación central, el estado realizó las funciones de asignación que los precios realizan en un sistema de mercado. En la economía soviética, los precios eran solo un mecanismo contable. El gobierno estableció precios para todos los bienes y servicios en función del papel del producto en el plan y de otros criterios no económicos. Este sistema de fijación de precios produjo anomalías. Por ejemplo, el precio del pan, un alimento básico tradicional de la dieta rusa, estaba por debajo del costo del trigo utilizado para producirlo. En algunos casos, los agricultores alimentaban el pan de su ganado en lugar del grano porque el pan costaba menos. En otro ejemplo, las tarifas de alquiler de los apartamentos se establecieron muy bajas para lograr la equidad social, sin embargo, la vivienda era extremadamente escasa. Las industrias soviéticas obtuvieron materias primas como petróleo, gas natural y carbón a precios inferiores a los niveles del mercado mundial, lo que fomentó el desperdicio.
El sistema de planificación central permitió a los líderes soviéticos reunir rápidamente los recursos en tiempos de crisis, como la invasión nazi, y reindustrializar el país durante el período de posguerra. El rápido desarrollo de su base industrial y de defensa después de la guerra permitió a la Unión Soviética convertirse en una superpotencia. 
Los intentos y fracasos de los reformadores durante la era de la perestroika (reestructuración) en el régimen de Mijaíl Gorbachov (1985-1991) dieron fe de la complejidad del desafío.

## Desmantelando el socialismo

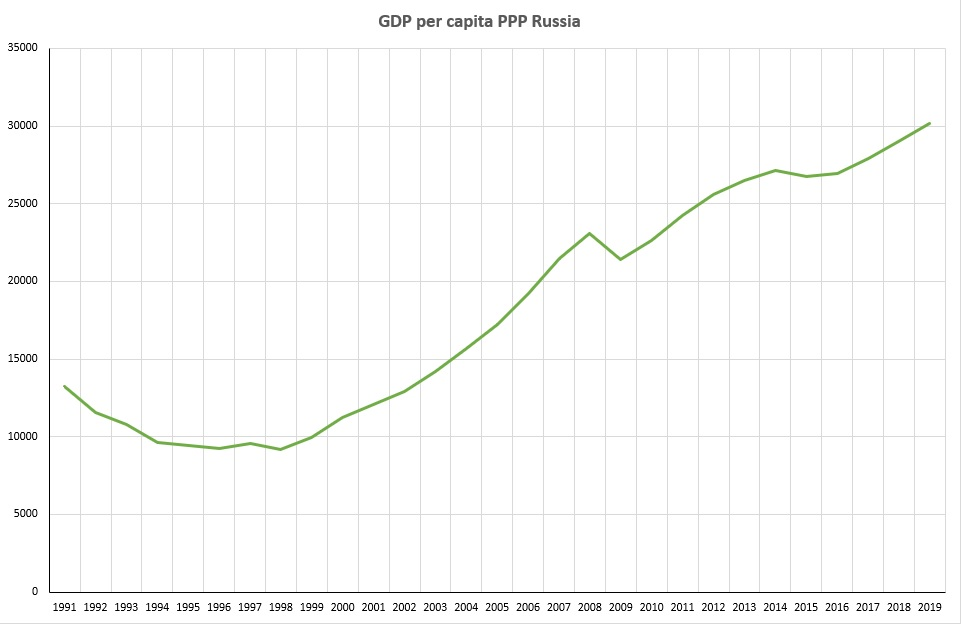
PIB de Rusia desde 1991 hasta 2019.

En octubre de 1991, dos meses antes de la disolución de la Unión Soviética y dos meses después del intento de golpe de Estado de agosto de 1991 contra el gobierno de Mijaíl Gorbachov, Borís Yeltsin y sus consejeros, incluyendo al economista reformista Yegor Gaidar, establecieron un programa de reformas radicales económicas. El parlamento ruso, el Soviet Supremo de Rusia, le dio poderes por decreto ampliados al presidente- Entre el 21 y el 24 de septiembre Yeltsin se vio envuelto en una oleada de protestas populares en defensa de los Diputados encerrados en la Casa Blanca de Moscú, algunas de ellas superaron los cuarenta mil manifestantes. La crisis que se vivía en el país, donde el producto interior bruto había descendido a la mitad, la corrupción era generalizada, la esperanza de vida había descendido ostensiblemente, los servicios básicos como la sanidad y la educación se derrumbaban y escaseaba el alimento y el combustible mientras que la riqueza del estado, acumulada y construida en el período soviético,eran privatizadas quedando unas pocas manos que por adquirían las grandes empresas de la nación por capitales irrisorios mientras que la mayoría de la población padecía hambre debido a las reformas de mercado.
Los constantes enfrentamientos con el Parlamento culminaron en la crisis constitucional rusa de octubre de 1993, Yelstin asedió la Casa Blanca rusa, en la que murieron cientos de personas. Yeltsin se deshizo de la Constitución vigente, prohibió la oposición política y prosiguió con su experimentación económica. A continuación introdujo una nueva Constitución con un fuerte poder presidencial y que fue aprobada por un polémico referéndum antes de finalizar el año..
El programa era ambicioso, el ajuste de la economía a las normas del mercado exigió grandes esfuerzos. Provocó la caída de la producción industrial y agrícola, generando una crisis en diferentes ámbitos en la vida de la sociedad rusa. Según los resultados de 1996 en el país seguía sumido en una profunda crisis económica. El PIB cayó aproximadamente en un -6.9 % en 1996, siendo su volumen de 2.256 billones de rublos (625 mil millones de dólares). El PIB per cápita cayó a 4.288 dólares. La producción industrial cayó un 25 % en el sector de la energía eléctrica (-12 %) de combustibles (-33 %). La mayor caída fue en el área de la industria ligera (-28 %).
En la base del sistema, a causa de la inflación o el desempleo, muchos obreros acabaron en la pobreza y aumentaron los índices de prostitución y delincuencia. Las reformas económicas además se vieron limitadas por el crimen organizado que se extendió por el país. Aconsejada por los gobiernos occidentales, el Banco Mundial y el Fondo Monetario Internacional, Rusia se embarcaría en el proceso privatizador más denso y grande jamás llevado a cabo por un gobierno en toda la historia. A mediados de década, el comercio, los servicios y la pequeña industria ya estaban en manos privadas.
Debido al método de privatización, una buena parte de la riqueza nacional cayó en manos de un pequeño grupo de oligarcas. Algunos economistas sostienen que en la década de 1990 Rusia sufrió una recesión económica más grave que la que los Estados Unidos o Alemania habían sufrido seis décadas antes en la Gran Depresión.  En febrero de 1992 el vicepresidente de Rusia, Aleksandr Rutskói denunció al programa de Yeltsin como un «genocidio económico». En 1993 el conflicto sobre la reforma de la dirección dejó escalado a Yeltsin por un lado, y por otro a la oposición a la reforma económica radical por parte del Parlamento de Rusia.

### Terapia de choque
La conversión de la economía más grande del mundo controlada por un estado en una economía orientada al mercado ha sido extraordinariamente complicada. Las políticas escogidas para esta difícil transición fueron la liberalización, la estabilización y la privatización. Estas políticas estaban basadas en el neoliberal "Consenso de Washington" del FMI, el Banco Mundial y el Departamento del Tesoro de los Estados Unidos.
Los programas de liberalización y estabilización fueron diseñados por el vice primer ministro de Yeltsin Yegor Gaidar, un economista liberal de 35 años inclinado hacia la reforma radical y muy conocido como defensor de la "terapia de choque". La terapia de choque empezó días después de la disolución de la Unión Soviética, cuando el 2 de enero de 1992 el presidente Borís Yeltsin ordenó la liberalización del comercio exterior, los precios y la moneda. Esto supuso la eliminación de los controles de precios de la era soviética con el fin de atraer los bienes a las vacías reservas rusas. Se hicieron desaparecer las barreras legales del mercado privado y la manufactura, y se cortaron los subsidios para granjas estatales e industrias mientras se permitían las importaciones del exterior en el mercado ruso, tratando así de acabar con el poder del estado propietario de monopolios locales.
Los resultados parciales de la liberalización (la eliminación de los controles de precios) fueron un empeoramiento de la hiperinflación (después de que al Banco Central, un órgano bajo parlamento, que era escéptico con las reformas de Yeltsin, le faltaran ingresos y dinero en efectivo para financiar su deuda) y que gran parte de la industria rusa se encontrara cerca de la bancarrota.
El proceso de liberalización crearía ganadores y perdedores, dependiendo de en qué situación se encontrasen dispuestos los diversos sectores industriales, clases sociales, grupos de edad, grupos étnicos, regiones y demás sectores de la sociedad rusa. Algunos saldrían beneficiados de la apertura a la competencia; otros muy perjudicados. Entre los vencedores se encontraba la nueva clase de empresarios y comerciantes del mercado negro que habían aparecido bajo la perestroika de Mijaíl Gorbachov. Pero la liberalización de los precios significó que los ancianos y otras personas con ingresos fijos sufrirían un severo descenso de nivel de vida, y la gente vería una vida de ahorro tirada por tierra.
Con la inflación en tasas de dos dígitos por mes, la estabilización de la macroeconomía se caracterizó por controlar esta tendencia. La estabilización, también llamada ajuste estructural, es un régimen de estricta austeridad (rigurosa política monetaria y política fiscal para la economía, con las que el gobierno buscaba el control de la inflación). Bajo el programa de estabilización, el gobierno permitió que muchos precios flotasen, elevó las tasas de interés hasta máximos récord, subió fuertemente nuevas tasas, bruscamente disminuidas por subsidios gubernamentales para la industria y la construcción, e hizo recortes masivos en el gasto estatal destinado al bienestar. Estas políticas causaron privación generalizada, puesto que muchas empresas del estado se encontraron sin financiación. Muchas industrias cerraron y se produjo una vasta depresión.
La base del programa fue disminuir la intrínseca presión inflacionaria de modo que los productores empezarían tomando decisiones razonables con respecto a la producción, los precios y la inversión en lugar de utilizar recursos excesivos (un problema cuya consecuencia había sido la escasez de bienes de consumo en la Unión Soviética en los años 1980). Los reformadores tuvieron la intención de crear una incentiva estructura en la economía donde la eficiencia y el riesgo fueran recompensados y el derroche y la negligencia penalizados. Eliminando las causas de la inflación crónica, los arquitectos de la reforma defendían lo que fue una condición previa para todas las otras reformas: la hiperinflación arruinaría la democracia y el progreso económico. También sostenían que solo estabilizando el presupuesto estatal podría el gobierno proceder a desmantelar la planeada economía soviética y crear una nueva Rusia capitalista.

### Depresión económica y decadencia social
La economía de Rusia se hundió en una profunda depresión a mediados de los años noventa, que llegó a ser mayor debido al hundimiento de 1998, y empezó a recuperase en 1999-2000. El descenso de la economía rusa fue más grave que la Gran Depresión, la cual casi paralizó el mundo capitalista después de 1929.
Prudentes estimaciones del Banco Mundial basadas en datos macroeconómicos y encuestas de ingresos y gastos familiares indicaban que mientras que en 1988 tan solo un 1.5 % de la población vivía en la pobreza (definida como ingresos por debajo del equivalente a 25$ al mes), a mediados de 1993 se trataba de entre el 39 % y 49 % de la población. La media de ingresos mensuales per cápita había descendido de 72$ a 32$. Los ingresos per cápita cayeron otro 15% en 1998, según los gobernantes.
Los indicadores de la salud pública mostraban un dramático descenso. En 1999, el total de la población disminuyó aproximadamente en tres cuartos de millón de personas. Mientras tanto, la esperanza de vida de los hombres bajaba de 64 años en 1990 a 57 años en 1994, y la de las mujeres de 74 a 71. Los factores de salud y el incremento de muertes no naturales (tales como asesinatos, suicidios y accidentes causados por un aumento de la despreocupación hacia la seguridad) mayoritariamente en gente joven, contribuyeron a esta tendencia. En 2004 la esperanza de vida era mayor que después de la crisis en 1994, pero todavía permanecía por debajo del nivel de 1990. 

Las muertes relacionadas con el alcohol subieron un 60 % en los años 1990. Las muertes por infecciones y enfermedades parasitarias se incrementaron un 100 %, principalmente porque las medicinas ya no estaban al alcance de los pobres. Actualmente hay aproximadamente 1,5 veces más muertes que nacimientos al año en Rusia.
[L]a depresión poscomunista de la Federación de Rusia fue profunda y dolorosa, y causó inmensas dificultades físicas y estrés psicológico. Después de reportar un desempleo de un solo dígito durante la primera mitad de la década de 1990, resulta que más de 17 millones están buscando trabajo o han abandonado la fuerza laboral después de años de desaliento. las dificultades físicas, la perturbación social y la angustia psicológica asociadas con una disminución del 44% en el PNB de Rusia causaron millones de muertes prematuras, además de cualquier impacto adverso que pudieran haber tenido en la fertilidad. El ejercicio revela que hubo 3,4 millones de muertes prematuras rusas en 1990-98 plausiblemente atribuibles a las tribulaciones del poscomunismo.
La escasez en el suministro de bienes de consumo características de los años 1980 se acabaron, no solo debido a la apertura del mercado ruso a importaciones a principios de la década, sino también al empobrecimiento de la población rusa en ese periodo. Los rusos con ingresos fijos (la gran mayoría de los trabajadores) vieron su poder adquisitivo drásticamente reducido, de modo que no podían comprar prácticamente nada.
En 2004 la media de ingresos había ascendido a más de US$100 al mes, prueba de la suave recuperación en los últimos años gracias, en gran medida, a los altos precios del petróleo. Pero los crecientes ingresos no se están distribuyendo equitativamente. La desigualdad social creció bruscamente durante la década con el Coeficiente de Gini, que llegó a alcanzar el 40 %. Las diferencias de ingresos de Rusia están ahora cerca de ser tan grandes como las de Argentina y Brasil, que han estado desde hace mucho a la cabeza del mundo en cuanto a desigualdad, y esas diferencias económicas siguen creciendo considerablemente en la actualidad.

### Contragolpe a la reforma
La reforma estructural hizo descender el nivel de vida para muchos grupos de la población. Por ello se creó una poderosa oposición política. La democratización abrió los canales políticos que permitían descargar esa frustración, de tal modo que se transformó en votos para los candidatos antireforma, especialmente para aquellos del Partido Comunista de la Federación Rusa y sus aliados en el parlamento. 
Los votantes rusos, capaces de votar a los partidos opositores en los años 1990, a menudo rechazaron las reformas económicas y anhelaron la estabilidad y la seguridad personal de la era soviética. Eran los grupos que en aquella era había disfrutado los beneficios del control de salarios y precios por parte del estado, los altos gastos para subvencionar a ciertos sectores de la economía, la protección de la competencia proveniente de las empresas extranjeras, y los programas de asistencia social.
Durante los años de Yeltsin, esos grupos estaban bien organizados, declaraban su oposición a la reforma mediante fuertes uniones comerciales, asociaciones de directores de empresas propiedad del estado, y grupos políticos cuyos constituyentes principales se encontraban entre los vulnerables a la reforma. Un tema constante en la historia de Rusia en esa década fue el conflicto entre los reformadores económicos y los hostiles hacia el nuevo capitalismo.

### Reforma por decreto
El 2 de enero de 1992, Yeltsin —actuando como su propio primer ministro— promulgó por decreto los aspectos más controvertidos de la reforma económica. Esto le ahorró discutir y pactar las perspectivas parlamentarias, y también destruyó las esperanzas de cualquier conversación significativa acerca del camino que debía tomar el país. Retrospectivamente, además del gran precio que pagaron los rusos a causa de estas decisiones autoritarias, estas ni siquiera ayudaron al país en la transición hacia la economía del mercado. 
En cualquier caso, la reforma radical aun tuvo que enfrentarse a algunas críticas barreras políticas. En la era soviética, el Banco Central aún estaba subordinado al conservador Soviet Supremo que se oponía a la presidencia. Durante el auge de la hiperinflación en 1992–1993, el Banco Central intentó realmente desbaratar las reformas imprimiendo moneda en un período de inflación. Al fin y al cabo, el gobierno ruso iba corto de ingresos y fue forzado a imprimir dinero para financiar sus deudas. Como resultado, la inflación se convirtió en hiperinflación, y la economía rusa continuó cayendo en una sería depresión.

## El proyecto de los "préstamos por acciones" y el incremento de los "oligarcas"
Las nuevas oportunidades capitalistas debidas a la apertura de la economía rusa a finales de los años 1980 y principios de los años 1990 afectaron a los intereses de mucha gente. Como el sistema soviético estaba siendo desmantelado, los jefes bien situados y los tecnócratas del Partido Comunista, la KGB y el Komsomol (Unión Comunista de la Juventud) fueron sacando provecho del poder y los privilegios que tenían en la era soviética.
El programa de privatización estaba profundamente corrupto desde el principio. El mundo occidental en general abogaba por una desmantelado rápida de la economía planificada soviética para abrir el camino a las "reformas de libre mercado", pero más tarde expresó su desacuerdo acerca del poder y la corrupción de los "oligarcas". Algunos llamaron a esta oleada de botines "capitalismo de la nomenklatura". En la época en que el gobierno de Yeltsin llevó a cabo las reformas radicales, los "capitalistas de la nomenklatura" ya se habían afianzado como poderosos.
Posteriormente, la privatización de las empresas del estado dio a muchos de los que se habían enriquecida a principios de los años 1990 una oportunidad para convertir su dinero en acciones de empresas privatizadas. El gobierno de Yeltsin esperaba utilizar la privatización para ampliar tanto como fuera posible su posesión de acciones de antiguas empresas propiedad del estado, consiguiendo así soporte político para su gobierno y sus reformas.
El gobierno utilizó un sistema de vales gratis como medio para dar un impulso inicial a la privatización en masa. Pero esto también permitió a la gente comprar acciones en empresas privatizadas con dinero en efectivo. El gobierno acabó con la fase de privatización de vales y comenzó la privatización de efectivo, ideando un programa que pensó que aceleraría la privatización y al mismo tiempo le daría un dinero en efectivo que necesitaba mucho.
Según el plan, que rápidamente pasó a ser conocido en Occidente como "préstamos por acciones", el régimen de Yeltsin subastaba paquetes sustanciales de acciones de algunas de sus empresas más deseables, como las de energía, telecomunicaciones y metalurgia como avales de préstamos bancarios. 
En el intercambio de préstamos, Yeltsin entregó muchas veces activos valiosos. Según los términos de los acuerdos, si el gobierno de Yeltsin no devolvía los préstamos en septiembre de 1996, el prestamista pasaría a ser propietario del título y podía revenderlo o adquirir una posición equivalente en la empresa. Las primeras subastas se produjeron en la caída de 1995. Normalmente se hacían de modo que se limitaba el número de pujas bancarias para acciones, consiguiendo mantener los precios de las acciones extremadamente bajos. En el verano de 1996, los mayores paquetes de acciones de algunas de las mayores empresas rusas se habían traspasado a un pequeño número de grandes bancos, lo cual permitía a estos poderosos bancos hacerse propietarios de un importante número de acciones de grandes compañías a precios sorprendentemente bajos. 
La concentración de poder financiero e industrial inmenso, a la cual habían ayudado los "préstamos por acciones", se extendió a los medios de comunicación. Uno de los más importantes magnates de las finanzas, Borís Berezovski, que controlaba grandes participaciones en varios bancos y empresas, ejerció una gran influencia en la programación de la televisión estatal durante un tiempo. Berezovski y otros poderosos e influyentes magnates que controlaban estos grandes imperios de las finanzas, la industria, la energía, las telecomunicaciones y los medios pasaron a ser conocidos como los "oligarcas rusos". Junto con Berezovski, Mijaíl Jodorkovski, Román Abrámovich, Vladímir Potanin, Vladímir Bogdánov, Rem Viájirev, Vagit Alekpérov, Víktor Chernomyrdin, Víktor Vekselberg, y Mijaíl Fridman destacaron como los oligarcas más prominentes y poderosos de Rusia.
La corrupción cubrió todo el espacio de relaciones sociales en la nueva Rusia. Actualmente, lo que queda de aquello son narcotraficantes y líderes del crimen organizado (ver también Mafia rusa). Entre ellos hay un pequeño ejército de extorsionistas que salieron de las ruinas del sistema socialista.
Los oligarcas, que utilizaban los contactos conseguidos durante los últimos años de la era soviética para saquear los grandes recursos de Rusia durante las desenfrenadas privatizaciones de los años de Yeltsin, se convirtieron en los hombres más odiados de la nación. Hoy en día, en Rusia, los oligarcas controlan más del 85 % del valor de las compañías privadas líderes del país.

## La crisis de 1998
La crisis financiera en Rusia (también llamada la "crisis del rublo") golpeó a Rusia el 17 de agosto de 1998. Fue exacerbada por la crisis financiera asiática que empezó en julio de 1997. Dado el declive consiguiente en los precios mundiales de los commodities, los países como Rusia, que dependían fuertemente de la exportación de materias primas, estuvieron entre los más severamente perjudicados (el petróleo, el gas natural, los metales y la madera conformaban más del 80% de las exportaciones rusas, dejando al país vulnerable a las oscilaciones de los precios mundiales. El petróleo era, además, el recurso que mayores ingresos fiscales generaba al gobierno ruso). La profunda disminución en el precio del petróleo tuvo consecuencias severas para Rusia; sin embargo, la causa primordial de la crisis financiera rusa no fue directamente la caída de los precios del petróleo, sino el resultado de la falta de pago de los impuestos por parte de las industrias energéticas y manufactureras. En el contexto internacional, las consecuencias económicas de esta crisis se denominaron "Efecto Vodka".
Esta crisis también se tradujo por una crisis económica que culminó en 1998, que fue marcada por una enorme devaluación del rublo y un defecto sobre la deuda rusa (el GKO particularmente). Esta crisis financiera se produjo en el contexto del comienzo de una desaceleración económica mundial. La inflación anual de 1997 fue del 84 % en Rusia.
El presidente Boris Yeltsin despidió al primer ministro Víktor Chernomyrdin el 23 de marzo de 1998 y nombró en su reeplazo al Ministro de Energía Serguéi Kiriyenko. En un esfuerzo por apoyar la moneda y detener la pérdida de capital, Kiriyenko subió las tasas de interés hasta el 150 %. El FMI aprobó un préstamo de emergencia de US$22,6 billones el 13 de julio. A pesar del balón de oxígeno, los pagos de intereses mensuales de Rusia todavía excedieron en mucho sus ingresos de impuestos mensuales. Dándose cuenta de que la situación era insostenible, los inversores continuaron huyendo de Rusia. Semanas después la crisis financiera se reanudó cuando el valor del rublo volvió a bajar. El 17 de agosto, el gobierno de Kiriyenko y el banco central fueron forzados a suspender los pagos de la deuda externa de Rusia durante 90 días, reestructurando la deuda de la nación entera, y devaluando el rublo. El rublo empezó una caída libre, y los rusos buscaron frenéticamente la compra de dólares. La inversión externa se precipitó fuera del país, y la crisis financiera provocó una fuga de capital sin precedentes en Rusia.
El 23 de agosto, Yeltsin despidió a Kiriyenko y declaró su intención de volver a poner a Chernomyrdin en el cargo, pero la asamblea legislativa no dio su aprobación. Después de que la Duma Estatal rechazara la candidatura de Chernomyrdin por segunda vez, Yeltsin, con su poder claramente menguado, retrocedió. En su lugar, nombró Ministro de Exterior a Yevgueni Primakov, que fue aprobado de manera abrumadora por la Duma el 11 de septiembre. Este nombramiento devolvió la estabilidad política, porque se lo vio como un candidato comprometido capaz de arreglar las diferencias entre los grupos enfrentados en Rusia. Primakov prometió hacer que el pago de salarios y pensiones atrasados fuera la primera prioridad de su gobierno, e invitó a los miembros de las diferentes facciones parlamentarias a su Gabinete.

## Estabilización macroeconómica y recuperación

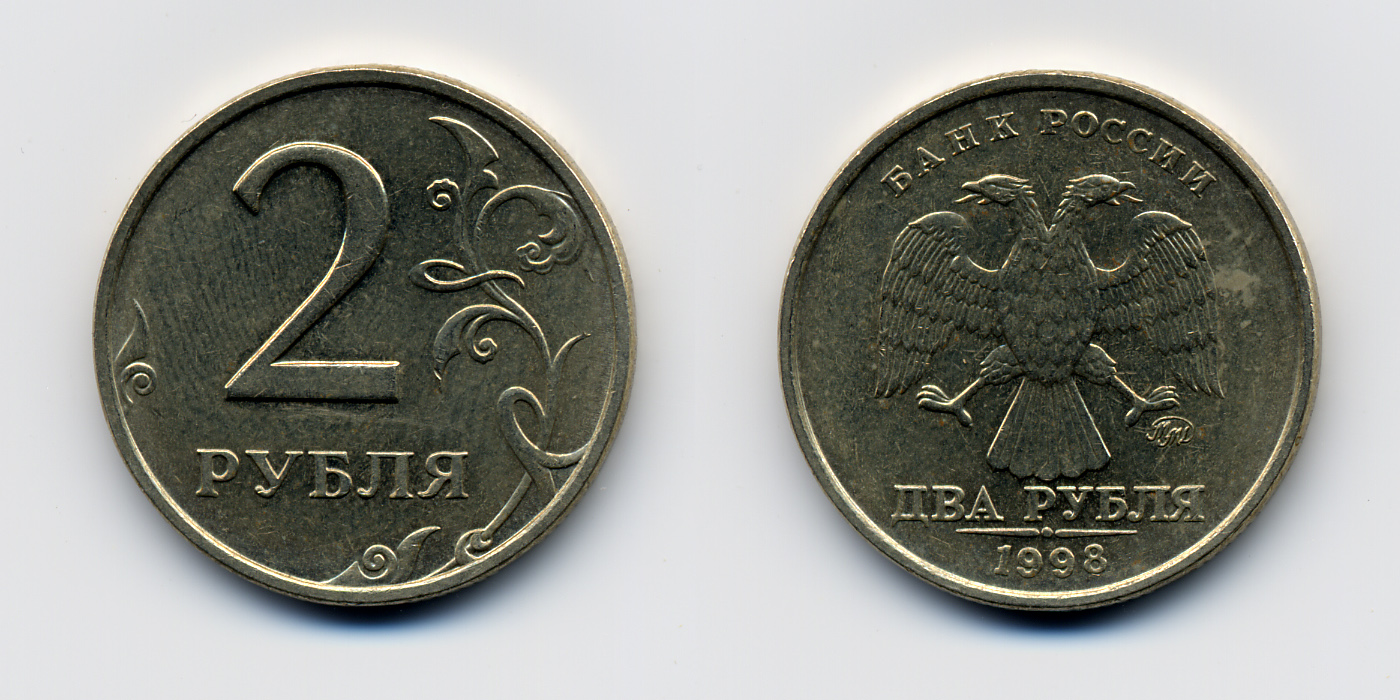
Moneda de dos rublos de la Federación de Rusia.

PIB per cápita nominal de las entidades federales de Rusia, 2016 (en dólares estadounidenses) :
superior a 50 000
30 000 – 50 000
20 000 – 30 000
9 750 (promedio nacional) – 20 000
7 500 – 9 750
5 000 – 7 500
3 000 – 5 000
inferior a 3 000

En 2000, Vladímir Putin ganó las elecciones presidenciales del 26 de marzo de 2000 con el 52,94% de los votos, dando un giro a la política económica. El producto interno bruto (PIB) en valores reales aumentó durante esta nueva era en el porcentaje más alto desde la caída de la Unión Soviética, el rublo se estabilizó, la inflación fue controlada, y la inversión comenzó a aumentar otra vez.  Durante los años 2000 a 2001, Rusia no sólo cumplió con sus servicios externos de deudas, hizo avance de reembolso de grandes cantidades del principal por préstamos de Fondo Monetario Internacional (FMI), también aumentó reservas de Banco central con el presupuesto de gobierno, el comercio, y excedentes de cuenta corrientes. En esos años Rusia ha ido recuperando su puesto como gran potencia económica, ocupando actualmente el 6.º puesto por su PNB o PIB real, formando parte del grupo de las economías más poderosas del mundo, el G8. Durante su gestión hubo altos índices de crecimiento económico, con un incremento del 72% en el PIB y una sustancial disminución de la pobreza. A diferencia de su predecesor, su gobierno gozó de amplio apoyo popular y fue reelegido en las elecciones de marzo de 2004 con el 71,31% de los votos.

Rusia no comenzó a recuperarse hasta 2003. Vladímir Putin abandonó el modelo de libre mercado para Rusia y abrazó un modelo de capitalismo de Estado.
La Rusia de Boris Yeltsin estaba económicamente deprimida, militarmente debilitada y dependiente de la ayuda occidental. Prácticamente todos estos activos estuvieron bajo control gubernamental hasta la privatización a mediados de la década de 1990. Existe un amplio consenso en que las detenciones del principal accionista de Yukos, Platon Lebedev, por fraude, en julio de 2003, y del director general del gigante petrolero, Mijaíl Jodorkovski, por evasión fiscal, en octubre de 2003, fueron acontecimientos fundamentales en el primer mandato de Putin como presidente, que marcaron el comienzo del proceso de renacionalización de industrias estratégicas por parte del Kremlin.
De 2004 a 2006, el gobierno tomó el control de empresas anteriormente privatizadas en ciertos sectores "estratégicos": petróleo, aviación, equipos de generación de energía, construcción de maquinaria y finanzas. Por ejemplo, la empresa estatal de equipos de defensa Rosoboronexport tomó el control de Avtovaz, el principal productor de automóviles rusos. En junio de 2006, tomó el control del 60% de VSMPO-Avisma, empresa que representa dos tercios de la producción mundial de titanio. En 2007, United Aircraft Building Corporation, una empresa controlada en un 51% por el gobierno, combinó todas las empresas rusas que producían aviones.
Sucesivas alianzas económicas con diferentes países como China, Bielorrusia, Venezuela, Brasil y unas cercanas relaciones con la Unión Europea, unido a un pragmático impulso a los sectores energético, petrolero y gasífero, basado en el fuerte aumento del precio del petróleo en el mercado mundial, y una constante innovación tecnológica pero también a la mejora y simplificación del sistema impositivo, que redujo la evasión fiscal.
El Banco Central de Rusia sigue manteniendo el doble objetivo de luchar contra la inflación y sujetar la apreciación del rublo. En 2019 la inflación fue del 3.22%. Para combatir la inflación, el Gobierno tomó dos medidas: permitió la apreciación del tipo de cambio en términos reales y absorbió flujos de petrodólares a través del pago anticipado de la deuda al Club de París.
Según los datos oficiales, Rusia es una economía de servicios, ya que estos representan el 55,9% del PIB; la industria supone el 39,6% del PIB y la agricultura, un 4,5%. La política económica actual de Vladímir Putin está dirigida a fortalecer los cuatro «proyectos nacionales prioritarios»: vivienda, educación, sanidad y agricultura. En el primer gobierno de Putin Rusia fue ascendida al grado de inversión por las mayores agencias internacionales de calificaciones. En octubre de 2003 lo hizo Moody’s; en noviembre de 2004, Fitch; y en enero de 2005, Standard and Poor’s. El continuo aumento del Fondo de Estabilización, que ya supera los 29.000 millones de dólares, así como de las reservas en oro y divisas, de más de 150.000 millones de dólares, contribuye a proteger la economía rusa contra los choques externos. En octubre de 2005, la cotización de la moneda rusa acabó por recuperar el nivel previo a la crisis de 1998. En 2015 Rusia registró un superávit en su Balanza comercial de 181.827 millones de euros, equivalente a un 10,03% de su PIB (Nominal), uno de los mayores a nivel mundial.
En 2014 la deuda pública en Rusia fue de 242.920 millones de euros representando el 13,80% del PBI. Rusia está entre los países con menos deuda respecto al PIB del mundo[cita requerida].
Tras una crisis y recesión de corto plazo (2014-15) debido a las sanciones unilaterales impuestas por la Unión Europea y los EE. UU. tras la crisis de Crimea, consiguiendo la economía rusa hacerse menos dependiente de Occidente y volviendo su mirada hacia las otras potencias del grupo BRICS (China, India, Brasil y Sudáfrica) así como hacia Latinoamérica y África. Paralelamente las sanciones llevaron a que las compañías empezaran a pagar sus deudas en el exterior, el aumento de ahorros y el volumen de inversiones dentro del paìs.
Durante sus dos primeros mandatos, el gobierno ruso devolvió al control estatal los sectores económicos estratégicos monopolizados por los oligarcas, incluidos los hidrocarburos. También se compromete a reducir el gasto social y a introducir un sistema fiscal favorable para las empresas y las rentas altas. [cita requerida]En 2001 se introdujo un tipo único de impuesto sobre la renta (13%) y en 2002 se adoptó un nuevo código laboral más favorable para los empleadores. Las autoridades añaden un sistema obligatorio de capitalización al sistema de pensiones; por lo tanto, el 6% de las cotizaciones a las pensiones no se destinan a la financiación de las pensiones en curso, sino a intermediarios financieros o fondos de pensiones privados.
En 2005, tras un movimiento de protesta sin precedentes desde principios de los años noventa, el Gobierno se vio obligado a introducir ciertas reformas sociales, incluido el refuerzo de las prestaciones familiares. Tras la crisis económica de 2008, seguida de las sanciones impuestas por Estados Unidos y la Unión Europea en 2014 tras la crisis de Crimea, que empujaron a Rusia a la recesión, el Gobierno relanzó su política de austeridad reduciendo ciertos gastos sociales. En materia fiscal, las autoridades optan por aumentar los impuestos sobre el trabajo (aumento del tipo del impuesto sobre la renta y del IVA) y reducir los impuestos sobre el capital. Muchas ayudas y créditos fiscales se conceden a las grandes empresas, incluidas las más rentables. Según el Tribunal de Cuentas, estas ventajas fiscales se tradujeron en una pérdida de ingresos para el presupuesto del Estado de 11 billones de rublos (145.000 millones de euros). Para 2019 Moody's había vuelto a aumentar la calificación crediticia de Rusia del nivel Ba1 al Baa3. En paralelo desde 2015 se llevó a cabo un plan de una inversión de 336.000 millones de euros para modernizar la sanidad, la educación, las infraestructuras, la vivienda y la agricultura en Rusia para ayudar a aquellos que lo necesiten y reducir potencialmente el declive de la población rusa.

## Invasión rusa de Ucrania de 2022

### Mercado de valores y precio del rublo
En Rusia, la primera ronda de sanciones económicas en respuesta a la invasión rusa de Ucrania tuvo un efecto inmediato. La bolsa rusa se desplomó, cayendo un 39 %, según lo medido por el RTS Index, el 24 de febrero de 2022, el primer día de la invasión, con caídas similares en los días siguientes. El rublo cayó a mínimos históricos cuando los rusos se apresuraron a cambiar dinero. Las bolsas de valores de Moscú y San Petersburgo fueron suspendidas. El Banco de Rusia (Banco Central) anunció sus primeras intervenciones en el mercado desde la adhesión de Crimea a Rusia en 2014 para estabilizar el mercado. También elevó las tasas de interés al 20 % y prohibió a los extranjeros vender valores locales. Las sanciones ponen al fondo soberano de Rusia en riesgo de desaparecer. Se han reportado largas filas y cajeros automáticos vacíos en ciudades rusas.
La segunda ronda de sanciones dirigida a varios bancos rusos retirados de SWIFT y con sanciones directas al Banco de Rusia vio caer el valor del rublo un 30 % frente al dólar estadounidense, a tan solo ₽119/$1 a partir del 28 de febrero de 2022. El Banco de Rusia elevó las tasas de interés al 20 % como resultado, en un intento de equilibrar el rublo que se hunde, cerró temporalmente la Bolsa de Valores de Moscú, ordenó que todas las empresas rusas vendieran el 80 % de las reservas de divisas y prohibió que los extranjeros liquidaran activos en Rusia.
Luego de diferentes medidas establecidas por el banco central de Rusia el rublo logró una recuperación para principios de abril del 2022. Dentro de las medidas ejercidas por el Kremlin destacó la exigencia de que los países «hostiles» a Rusia pagaran la compra de Gas en Rublos. Debido a la crisis energética Europea, los países miembros optaron por llegar a un acuerdo en el que la UE pagará su consumo a través de Gazprombank, filial de Gazprom, que quedó fuera de la exclusión del sistema de pagos SWIFT. Para el 6 de abril el valor del Rublo frente al Euro y Dólar era similar al que tenía previo a la invasión de Ucrania. A finales de 2022, el Banco Central de Rusia anunció una contracción de la economía del país de entre un 2,5 y 3 % del PIB y una inflación del 12 %, datos macroeconómico mucho mejores que las predicciones de los países sancionadores.

### Petróleo crudo
Como resultado de la invasión, los precios del petróleo Brent subieron brevemente por encima de los US$100 por barril por primera vez desde 2014 antes de perder algunas de sus ganancias. En total, desde el 22 de febrero, cuando comenzaron las sanciones, hasta el 28 de febrero, cuando se aplicaron las sanciones al Banco de Rusia, el precio del West Texas Intermediate y el Brent aumentaron aproximadamente $5/bbl.